# Антіохійська богословська школа
Антіохійська школа — гілка ранньої патристики з центром в Антіохії, яка на противагу Александрійській школі наполягала на буквальному тлумаченні Біблії.
Тоді як александрійці розробляли синтез християнства із вченням Платона, антіохійці наслідували Аристотеля. Вони не тільки не відкидали наукового знання, але й (за свідченням Епіфанія) «з ранку до вечора сиділи над заняттями, намагаючись викладати уяву про Бога за допомоги геометричних фігур». У христологічних питаннях антіохійські богослови підкреслювали людський бік Христа, а александрійці — божественний. Найпомітніші представники — Діодор Тарський, Теодор Мопсуестійський, Іван Золотоустий і Теодорит Кирський. Учнем антіохійської школи був знаний єресіарх Несторій; засудження несторіанства з боку Кирила Александрійського позначило собою занепад антіохійського богослов'я.
Специфіка антіохійського богослов’я
Антіохійська богословська школа (як і Александрійська) була однією з найавторитетніших у християнському світі. Християнство в Антіохії має довгу традицію і згадки про антіохійських християн є в Біблії, в Діяннях Святих Апостолів: "Всім людям сподобалося оце слово, і обрали Степана, мужа повного віри та Духа Святого, і Пилипа, і Прохора та Никанора, і Тимона та Пармена, і нововірця Миколу з Антіохії" (Дії. 6, 5) та "Після того подався Варнава до Тарсу, щоб Савла шукати. А знайшовши, привів в Антіохію. І збирались у Церкві вони цілий рік, і навчали багато народу, і в Антіохії найперш християнами названо учнів. Прибули ж тими днями пророки від Єрусалиму до Антіохії" (Дії. 11, 25 – 27). Антіохія часто згадується в Діяннях Святих Апостолів, що свідчить про важливість цього міста для ранніх християн (як пише в Діяннях, послідовників христового вчення почали називати християнами саме в Антіохії). Діяльність апостола Павла та інших ранніх церковних діячів додавали авторитету Антіохійській общині, яка згодом стала Антіохійським патріархатом.
Засновниками Антіохійської богословської школи були пресвітери Дорофей і Лукіан[1]. Лукіан був в свій час видатним церковним діячем в галузі виправлення і
коректування текстів Старого і Нового Завітів, які були зіпсовані переписчиками
та єретиками.
Великий вплив на школу мав перипатетизм, популярний в Антіохії. Перипатетики були
прихильниками вчення Аристотеля і відзначалися чіткістю в міркуваннях та любов’ю до логічності та раціональності. Саме Антіохійська богословська школа певною мірою проклала Аристотелю шлях до
середньовічного богослов’я. Реалізм та раціоналізм (в богословському розумінні) були головними її рисами, так само, як містицизм та алегоризм були головними рисами школи Александрійської. Антіохійці були майстрами діалектики. Їхні сучасники відзначають, що вони любили і вміли сперечатися, а своє вчення
розкривали за допомогою філософських категорій Аристотеля та силогізмів. Антіохійці вирізнялися логічністю та чіткістю. За допомогою логічних міркувань
вони намагалися наблизити божественне та надприродне до людського розуміння.
Якщо
александрійці були схильними розглядати річ чи поняття в цілому, то антіохійці
більше значення придавали окремим її частинам. Вони були схильні досліджувати конкретні предмети та явища[3]. В тріадології антіохійці більше схилялися до вивчення властивостей окремих
іпостасей Трійці, а не до обґрунтування їх єдності. Тому вони виявилися схильними до субординаціоналістського (субординація – підпорядкування), за
своїм духом аріанства, яке чіткіше розділяло іпостасі, ніж до ортодоксальної тріадології, яка була значною мірою александрійською і підкреслювала єдність та
рівність іпостасей Трійці. В галузі христології Антіохійська богословська школа
була схильна розділяти божественну і людську природи Христа і навіть дійшла до
крайнощів, розділивши Христа на два суб’єкти та породивши несторіанство.
З іншого боку саме антіохійська формула обмежувала монофізитські схильності
александрійців.
Підкреслюючи
силу та важливість розуму, антіохійці доходили до висновку, що ні в галузі
природного, ні в галузі надприродного немає нічого, що не може збагнути
людський розум. Учень Лукіана Аетій заявляв: "Я так добре
знаю Бога і так добре розумію його, самого себе не знаю так добре, як знаю Бога". Висока оцінка людського
пізнання призводила їх до того, що вони стирали межі між розумом і вірою
та робили це не на користь віри (як александрійці, що теж цінували науку і
розум), а на користь розуму і науки. Розум проголошувався єдиним абсолютним
джерелом пізнання і перед ним відкривався широкий простір в галузях релігійної
догматики, оскільки антіохійці часто намагалися надати догматичним дослідженням
такої ж ясності і чіткості, якої можна було досягнути досліджуючи матеріальний
світ. Звичайно, вони визнавали наявність таємного і неосяжного, але як писав А. Лебедєв,
антіохійці довіряли розуму велику місію – пояснити істини християнської віри
для людського мислення[6].
Що
стосується дослідження і трактування Біблії, представники Антіохійської
богословської школи були прихильниками буквального розуміння священних текстів.
В їхньому розумінні алегоричне трактування Святого Письма не має ніякого сенсу
і є простим фантазерством. Для розкриття суті Біблії антіохійці використовували
історично-граматичний метод досліджень.
При цьому вони звертали увагу на контекст сказаного, привід до висловлення
автора священного тексту, розглядали синтаксис побудови мови, їх логічну
послідовність, усували сумнівність і двозначність слів, визначали сенс писання
з дидактичних, граматичних, лексичних, етимологічних, риторичних і логічних
елементів. Такий підхід деколи призводив до недооцінки містично-пророчого
значення текстів і невизнання богонатхнення низки явно міфічних біблійних
розповідей, а то й книг. Теодор Мопсуетский заперечував канонічну вагу "Пісні на Піснями", а книгу Йова вважав навіть не єврейського
походження і писав, що: "Цю книгу написала людина, що мислить по-язичницьки".
Про прихований зміст Теодор писав – якщо він і є, то "пошук цього змісту
повинен проводитися не шляхом довільного тлумачення тексту Писання, як це
роблять алегористи, але через ретельне дослідження тексту, логічного зв'язку і
паралельних місць".
На відміну від александрійців, для антіохійців дуалізм був
по суті чужим явищем. Антіохійська богословська школа трактувала дух і матерію,
як різні, але не протилежні, а скоріш навіть взаємопов’язані поняття і
відповідно матерія не є причиною чи втіленням зла. Це відобразилось на їхньому трактуванні сутності людини. Душа і тіло є рівноцінними атрибутами людини. Саме
в їхньому єднанні і полягає велич людини: Образ Божий полягає не в духовності людини, тому що і ангели – духи, але про них не сказано, що вони створені на
образ і подобу Бога. "Образ Божий полягає перш за все в переважанні людини
над природою, над всіма живими істотами. Людина є вінцем світу – в людині існує
гармонійне поєднання духа і матерії і вона, як мікрокосм підноситься над всією
природою".
Тіло людини смертне не тому, що воно дано людині в результаті гріхопадіння, а
тому, що воно було створене таким самим Богом.
Антіохійці приділяли велику увагу моральним питанням та
їхній реалізації в повсякденному житті. Вони вважали, що не відхід від світу
(як в александрійців), а активна боротьба зі злом за перемогу християнських
принципів є основою праведного життя. Вихідці з цієї школи вирізнялися як
високоморальні та активні люди. Навіть ті з них, які були оголошені єретиками, нерідко були морально вищими за своїх опонентів. Про Несторія – одного з
найвідоміших єресіархів цієї школи, А. Карташев казав: «З усіх
єретиків немає більш симпатичного і здоровомислячого, ніж Несторій».
Антіохійці поважали аскетизм – Іоанн  Златоуст чотири роки провів в одному з
монастирів Антіохії, а Діодор Тарсійский так мучив себе голодом, що Юліан Відступник трактував його худорбу як кару богів. Та все ж аскетизм сприймався скоріш, як метод випробування та
самопідготовки до утвердження християнських ідеалів в практичній діяльності, ніж як самоціль.
В галузі сотеріології (сотер – спаситель) Антіохійська
богословська школа дотримувалася принципу, що в богословських працях одержав
назву сотеріологія антропологічного максималізму. Александрійці
наголошуючи на тому що Ісус Христос, як боголюдина, своєю смертю на хресті
спокутував минулі і майбутні гріхи кожної людини, яка глибоко повірить у нього, то для порятунку своєї духи залишається тільки вірити всьому написаному в Біблії. Натомість, антіохійці вважали і вчили, що людині, перш за все, необхідно, дізнатися, що в процесі порятунку дає християнинові Христос і його викупна смерть, а що потрібно від самого християнина. Людина повинна осягати християнську істину і неухильно її виконувати. Таким чином, за вченням антіохійців, смерть Христа тільки примирила
людину з Богом, але досягти порятунку –- це справа вже самої людини.
Александрійська  богословська школа була на рівні з Антіохійською найвпливовішими теологічними школами раннього християнства, але вони мали суттєві відмінності в більшості галузей богословя